# Richard Bamberger
Richard Bamberger (* 22. Februar 1911 in Paudorf; † 12. November 2007 in Wien) war ein österreichischer Literaturforscher und Autor. Er ist der Gründer des Österreichischen Buchklubs der Jugend.

## Leben
Bamberger wurde bis 1933 an der Lehrerbildungsanstalt in Krems an der Donau als Hauptschullehrer ausgebildet, promovierte 1938 und unterrichtete nach seiner Heimkehr 1945 aus amerikanischer Kriegsgefangenschaft am Akademischen Gymnasium in Wien. Nach US-amerikanischem Vorbild gründete er 1948 den Österreichischen Buchklub der Jugend, dem er bis 1981 als Generalsekretär vorstand.
1965 gründete Bamberger das Internationale Institut für Jugendliteratur- und Leseforschung, 1988 das Institut für Schulbuchforschung und Lernförderung. Als dessen Direktor schied er 2001 aus dem Amt. Darüber hinaus war er Gründungsmitglied des Internationalen Kuratoriums für das Jugendbuch (International Board on Books for young people (IBBY)). Gemeinsam mit Franz Maier-Bruck verfasste er das Österreich-Lexikon, dessen Online-Version heute im Austria-Forum steht. Weiters publizierte er Jugendlexika, Lehrbücher, Lesebücher sowie Werke zur Jugendliteraturforschung und Lesepädagogik.
Bamberger wurde am Dornbacher Friedhof in Wien bestattet.

## Werke
- Die Welt von A–Z, 1952, Lexikon Online-Version
- Mein erstes großes Märchenbuch, 1960
- Mein zweites großes Märchenbuch, 1962
- Mein drittes großes Märchenbuch, 1964
- mit Franz Maier-Bruck: Österreich-Lexikon, 1967, 2 Bde. Online-Version Band 1 und Online-Version Band 2
- Jugendschriftenkunde, München/Wien 1975
- Die Kinderwelt von A–Z, 1980, Online-Version

## Auszeichnungen
- Renner-Preis für den Österreichischen Buchklub der Jugend
- Goldenes Ehrenzeichen für Verdienste um die Republik Österreich
- Goldenes Ehrenzeichen für Verdienste um das Land Wien
- Ehrenkreuz für Wissenschaft und Kunst I. Klasse
- Großer Preis der Deutschen Akademie für Kinder- und Jugendliteratur e. V. Volkach
- Orden der Tschechischen Republik für Verdienste um die internationale Verständigung
- Verdienstmedaille des österreichischen Buchhandels „für besondere Verdienste um das wertvolle Kinder- und Jugendbuch und die Entwicklung des zeitgemäßen Schulbuchs sowie seiner gesamten Tätigkeit für das Buch im Interesse und zum Nutzen des Berufsstandes“
- International Citation of Merit und Aufnahme in „Reading Hall of Fame“ der International Reading Association Jella
- Lepman Medaille und Ehrenmitglied von IBBY
- Wilhelm Ebert Preis des Bayerischen Lehrerinnen- und Lehrervereins.
- 2003: Ehrendoktorat der Universität Dortmund[1]
- Dr. Richard Bamberger-Weg in Paudorf